# J.A. Martin fotografo
J.A. Martin fotografo è un film del 1977 diretto da Jean Beaudin.
Fu presentato in concorso al 30º Festival di Cannes, dove Monique Mercure vinse il premio per la miglior interpretazione femminile.

## Riconoscimenti
- 1977 – Festival di Cannes
  - Miglior interpretazione femminile a Monique Mercure